# Iván Dornelles
Sergio Iván Dornelles Simón (Alvear, 26 de abril de 1974) es un abogado, pianista y eclesiástico católico argentino, obispo auxiliar de Buenos Aires desde 2024.

## Biografía
Nació el 26 de abril de 1974, en la localidad argentina de Alvear. Hijo de Jorge Dornelles y Vilma Simón. Durante su juventud perteneció a Acción Católica.
Realizó su formación primaria en la Escuela primaria 123, y la secundaria en la Escuela Comercial «Dr. Mamerto Acuña», ambas en su pueblo natal. Durante su infancia aprendió piano, graduándose como Profesor a los diecisiete años.
En 1998, tras realizar estudios de Derecho en la Universidad de Buenos Aires, se graduó de abogado. Trabajó como abogado civil durante algunos años, y en la Auditoría General de la Nación.
En marzo del 2000, ingresó al Seminario Metropolitano de Buenos Aires. Realizó sus estudios eclesiásticos en la Universidad Católica Argentina, donde obtuvo el profesorado en Teología.

### Sacerdocio
Fue ordenado diácono, y sirvió en la parroquia San Saturnino y San Judas (2007). Su ordenación sacerdotal fue el 17 de noviembre de 2007, en el Microestadio Malvinas Argentinas, a manos del cardenal-arzobispo Jorge Mario Bergoglio SJ; incardinándose en la arquidiócesis de Buenos Aires.
Como sacerdote desempeñó los siguientes ministerios:
- Vicario parroquial de San Saturnino y San Judas (2008-2014).
- Asesor arquidiocesano del Área Aspirantes de la Acción Católica de Buenos Aires (2009-2015).
- Director ejecutivo de la Vicaria para los Niños[5] (2012-2024).
- Vicario parroquial (2014-2015), y párroco (2015-2024) de Nuestra Señora de la Misericordia, en Mataderos.[6]
- Representante legal del Colegio parroquial (2015-2024).[6]
- Asesor nacional de la Acción Católica (2019-2024).
- Miembro del Consejo Presbiteral (2019-2024).[4]
- Decano del Decanato Nº 16 «Lugano» (2021-2023).
- Miembro del Colegio de los Consultores (2021-2024).
- Director del Consejo Pastoral arquidiocesano y colaborador en la Vicaria Pastoral de Educación (2023-2024).[6]

A finales de mayo de 2024, participó en la I Jornada Mundial de los Niños, en Roma.

### Episcopado
El 19 de junio de 2024, el papa Francisco lo nombró obispo auxiliar de Buenos Aires, junto a Pedro Cannavó y Alejandro Pardo. También lo nombró obispo titular de Eguga. Fue consagrado el 3 de agosto del mismo año, en la Catedral de Buenos Aires; a manos del arzobispo Jorge Ignacio García Cuerva.
- Vicario episcopal de la Vicaría de Devoto (desde 2024).[9]
- Vicario episcopal de la Vicaría de Pastoral (desde 2024).[10]

En la Conferencia Episcopal Argentina es, desde noviembre de 2024, miembro de las Comisión Episcopal de Comunicación Social.